# Камње (Шентруперт)
Камње (словен. Kamnje) је насељено место у општини Шентруперт, регија Југоисточна Словенија, Словенија.

## Историја
До територијалне реорганизације у Словенији биле су у саставу старе општине Требње.

## Становништво
У попису становништва из 2011. године, Камње је имале 93 становника.
| Број становника према пописима | Број становника према пописима | Број становника према пописима |
| ------------------------------ | ------------------------------ | ------------------------------ |
| 1991                           | 2002                           | 2011                           |
| 72                             | 94                             | 93                             |

Напомена: Године 2007. и 2009. извршене су мање размене територија између насеља Драга при Шентруперту и Камње, а 2009. а између насеља Камње и Шентруперт.